# Động vật móng guốc
Động vật móng guốc hay còn gọi là thú móng guốc là một nhóm đa dạng của các động vật có vú (thú) lớn.
Thú móng guốc gồm ba bộ:
- Bộ Guốc chẵn: gồm thú móng guốc có 2 ngón chân giữa phát triển bằng nhau, đa số sống đàn, ăn thực vật, nhiều loài nhai lại, một số loài ăn tạp (như lợn).
- Bộ Guốc lẻ: gồm thuộc móng guốc có ngón chân giữa phát triển hơn cả, ăn thực vật không nhai lại, không có sừng, sống đàn hoặc có sừng, sống đơn độc.
- Bộ Voi: gồm thú móng guốc có 5 ngón, guốc nhỏ, cỏ vòi, có ngà, da dày, thiếu lông, sống đàn. Ăn thực vật không nhai lại.
Một số loài thuộc bộ cá voi như cá voi, cá heo và cá heo chuột cũng được xếp vào nhóm động vật móng guốc chẵn, mặc dù chúng không có móng guốc.

## Đặc điểm
Hầu hết động vật móng guốc khi đi trên mặt đất bằng việc sử dụng các đầu ngón chân, thường là móng, để duy trì toàn bộ trọng lượng cơ thể trong khi di chuyển. Chúng có mặt trong một loạt các môi trường sống, từ rừng đến đồng bằng sông. Thuộc cùng nhóm vật móng guốc có vú với bò, cừu và lừa, dê được xem là loài thông minh và khéo léo hơn cả.
Tất cả các thú móng guốc đều có kích thước lớn, thuộc nhóm thú cỡ lớn – không có loài nào nặng dưới 100kg và đều ăn thực vật, nhiều trong số chúng chuyên tạo ra vi khuẩn đường ruột, cho phép chúng tiêu hóa cellulose, như các động vật nhai lại. Một số loài hiện đại, chẳng hạn như lợn, là loài ăn tạp, trong khi một số loài thời tiền sử, chẳng hạn như loài Mesonychians, là loài ăn thịt. Chúng thích nghi với cử động nhanh, đều có móng guốc thay vì móng thường và có ít ngón chân hơn so với tổ tiên của chúng có 5 ngón. Thú móng guốc lẻ (bộ Perissodactyla) như ngựa (họ Equidae) và tê giác (họ Rhinocerotidae) có 1 hoặc 3 ngón chân, trong khi đó thú móng guốc chẵn (bộ Artiodactyla), trong đó có lợn (họ Suidae), hươu (họ Cervidae) và bò (họ Bovidae) có 2 hoặc 4 ngón chân. Hầu hết các loài đều có khả năng chạy nhanh trong một thời gian dài.
Phần lớn thú móng guốc chẵn khác với họ hàng móng lẻ của chúng ở hai đặc điểm nữa là: đều nhai lại và có sừng (trừ tê giác).
Nhằm đối phó với chất cellulose không tiêu hoá được bằng cách thông thường, tổ tiên của thú móng guốc chẵn đã phát triển một quá trình tiêu hoá phức tạp để tiêu hoá thành phần chính trong thức ăn của chúng. Thức ăn ban đầu được lên men trong khoang đầu tiên của dạ dày gọi là dạ cỏ, nơi vi khuẩn phân hủy cellulose, sau đó lại được ợ ra và nhai lại trước khi được tiêu hoá một lần nữa và đi qua phần còn lại của ruột. Những loài móng guốc chẵn không nhai lại và tất cả thú móng guốc lẻ dựa vào quá trình lên men ở ruột sau và là một quá trình kém hiệu quả hơn diễn ra giữa ruột non và ruột già.
Hầu hết động vật nhai lại cũng có sừng, một bộ phận có cấu trúc bằng xương và thường có nhánh, gạc phức tạp. Sừng có thể là vĩnh cửu hoặc được thay hàng năm, theo mùa (ví dụ như những con trâu, bò, dê, hay những con linh dương thực thụ thì không thay sừng, nhưng những con hươu nai, linh dương Bắc Mỹ thì có thay sừng). Chúng có thể chỉ có ở con đực hoặc cả đực và cái. Cheo cheo đực (giống Tragulus), hươu xạ đực (giống Moshus) và hoẵng đực (giống Muntiacus), có gạc tương đối nhỏ hoặc không có và thiếu bộ gạc lớn để làm vũ khí tranh giành (và có thể là hấp dẫn) con cái, thay vào đó, chúng được trang bị bằng răng nanh hàm trên liên tục mọc và chìa ra khỏi môi dưới, ở hươu xạ, cặp răng nanh này có thể dài tới 7–10cm.

## Tiến hóa
Perissodactyla và Artiodactyla bao gồm phần lớn các động vật có vú đất lớn. Hai nhóm đầu tiên xuất hiện trong thời gian cuối thế Paleocen, nhanh chóng lan truyền đến một loạt các loài trên nhiều châu lục, và đã phát triển song song kể từ thời điểm đó. Một số nhà khoa học tin rằng loài móng guốc hiện đại có nguồn gốc một lớp tiến hóa của động vật có vú được gọi là condylarths các thành viên được biết đến sớm nhất của nhóm là loài Protungulatum cỡ nhỏ một động vật móng guốc mà đồng tồn tại với các thời kỳ cuối cùng của khủng long 66 triệu năm trước đây.
Sự biến đổi gene chính chìa khóa để thích nghi tiến hóa các chi trong bộ động vật móng guốc là nguyên nhân khiến cho các ngón chân trong động vật móng guốc có sự ghép nối. Theo đó, sự đa dạng tiến hóa đã làm cho số lượng các ngón chân trong động vật móng guốc như bò, lợn bị giảm và chuyển đổi thành móng ghép nối. Các mẫu hóa thạch động vật móng guốc nguyên thủy thường có 5 ngón chân, giống như những chú chuột hiện đại và con người. Trong quá trình tiến hóa, cấu trúc xương chi cơ bản đã thay đổi đáng kể và rút xuống còn 4 ngón chân, ngón thứ hai và thứ 5 ở lợn ghép lại thành một. Xương móng chân của bò thường chẽ ở hai phía đối xứng nhằm tạo ra lực kéo mạnh khi đi bộ và chạy trên nhiều loại địa hình khác nhau.

## Các loài
- Động vật móng guốc (= Euungulata[2])
  - Perissodactyla (Bộ Guốc lẻ)
    - Hippomorpha
      - Equidae: Ngựa, lừa, la và ngựa vằn

    - Ceratomorpha
      - Tapiridae: Lợn vòi
      - Rhinocerotidae: Tê giác

  - Artiodactyla (= Cetartiodactyla) (Bộ Guốc chẵn)
    - Tylopoda
      - Camelidae: Lạc đà và Mã đà

    - Artiofabula
      - Suina: Phân học Lợn
        - Tayassuidae: Lợn Peccari
        - Suidae: Lợn

      - Cetruminantia
        - Ruminantia: Động vật nhai lại
          - Tragulidae: Cheo cheo
          - Cervoidea
            - Antilocapridae: Sơn dương sừng nhánh
            - Giraffidae: Hươu cao cổ và Hươu đùi vằn
            - Cervidae: Hươu, nai
            - Moschidae: Hươu xạ
            - Bovidae: Trâu bò và Linh dương

        - Whippomorpha
          - Hippopotamidae: Hà mã
          - Cetacea
            - Mysticeti
              - Balaenidae: Cá voi đầu bò và cá voi đầu cong
              - Cetotheriidae: Cá voi lùn
              - Eschrichtiidae: Cá voi xám
              - Balaenopteridae: Cá voi lưng gù

            - Odontoceti
              - Physeteroidea
                - Physeteridae: Cá nhà táng
                - Kogiidae: Cá voi gù

              - Platanistoidea
                - Platanistidae: Cá heo sông Ấn

              - Ziphioidea
                - Ziphiidae:

              - Lipotoidea
                - Lipotidae: Baiji

              - Inioidea
                - Iniidae: Cá heo sôngAmazon
                - Pontoporiidae: Cá heo La Plata

              - Delphinoidea
                - Monodontidae: Kỳ lân biển
                - Phocoenidae: Cá heo chuột
                - Delphinidae: Cá heo đại dương